# Магадин Трихон
Магадин Трихон (Трифон) (бл. 1801, с. Бубни, нині Чорнухинського району Полтавської області — після 1876, ймовірно 1896) — кобзар.
1876 року Опанас Сластіон виконав графічний портрет Магадина. За розповідям кобзарів жив 95 років. Учився в кобзаря Мартина.
Трихон Магадин можливо був і Трихон Козир, який відомий як кобзарський вчитель Хведора Вовка-Зелінського.[джерело?]
Фольклорист Порфирій Мартинович у 1876 році записав від Магадина п'ять дум, а також обряд посвяти кобзарського учня в майстри.

### Репертуар
Думи:
- «Втеча трьох братів із Азова»,
- «Буря на Чорному морі»,
- «Івась Коновченко»,
- «Вітчим»,
- «Про вдову»,

Псальма:
- Правда,
- Ушли моя лита,
- Смотрится к нам смерте,
- Плаче дуде і ридає,
- Царю, Христе!
- Ісусе прелюбезний.
- Почаївська Боже матер.
- Николай.
- Варвара.

Жартівливі та сатиричні пісні:
- Біда,
- Чичітка,
- Міщанка,
- Дворянка,
- Хома і Ярема,
- Вербунка,
- Арбуз,
- Бугай.